# Florian Schroeder

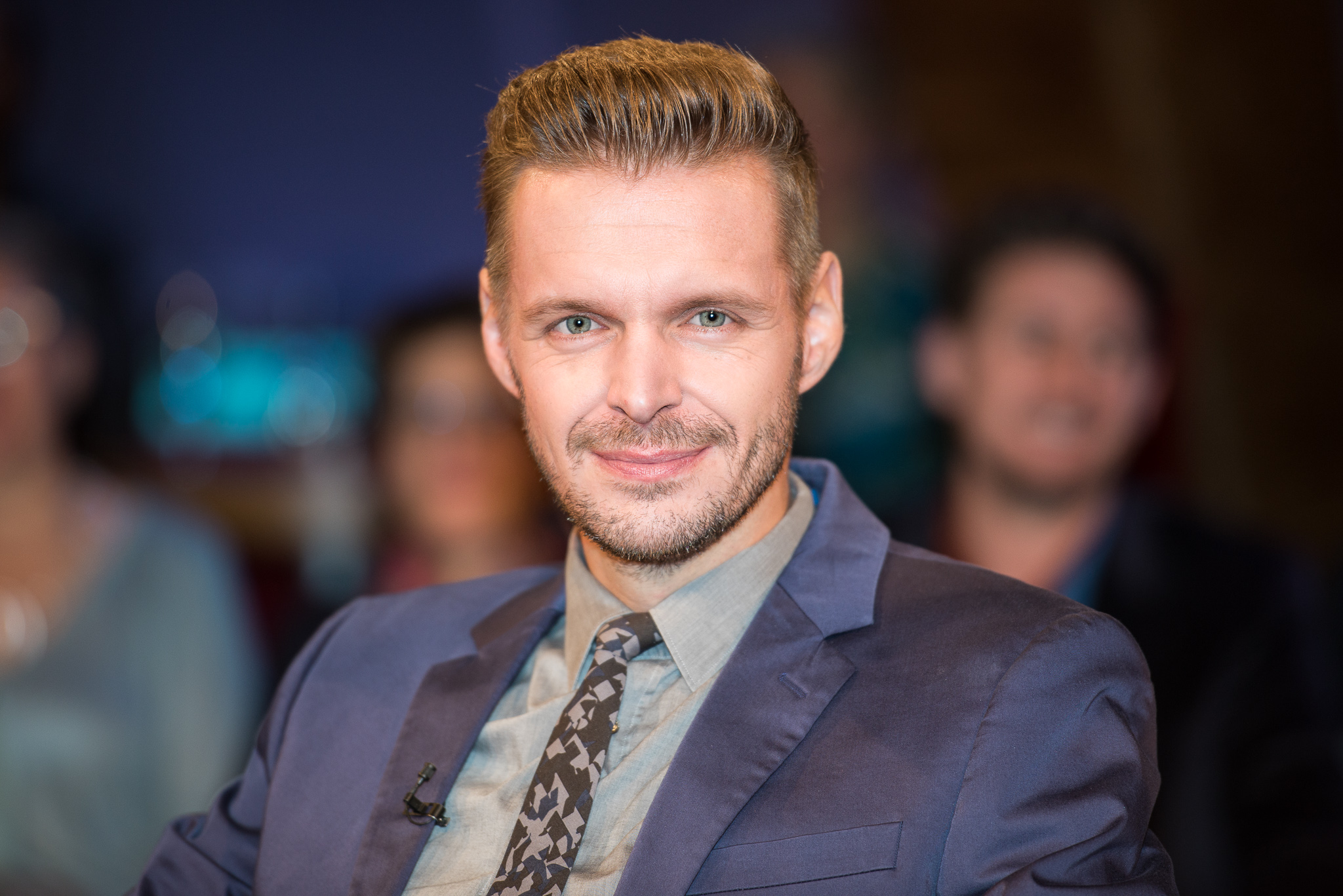
Florian Schroeder, 2017

Florian Schroeder (* 12. September 1979 in Lörrach) ist ein deutscher Kabarettist, Autor, Kolumnist, Hörfunk- und Fernsehmoderator.

## Leben

### Ausbildung und erste Auftritte
Florian Schroeder wuchs in Lörrach auf. Schroeders Vater, ein gelernter Antiquar, saß wegen Betrugs jahrelang im Gefängnis. Als Schroeder zehn Jahre alt war, verließ sein Vater die Familie. Schroeders Mutter war Redaktionsassistentin bei einer Tageszeitung. Im Vorwort seines 2023 erschienenen Buchs Unter Wahnsinnigen – Warum wir das Böse brauchen sprach er zum ersten Mal über seine Familiengeschichte. Mit 14 Jahren hatte er seinen ersten kurzen Auftritt in Harald Schmidts Fernsehsendung Schmidteinander (Folge 30 am 24. Oktober 1993), in dem er Prominente parodierte. Nach dem Abitur an der Kaufmännischen Schule in Lörrach leistete er seinen Zivildienst ab und arbeitete beim Uni-Radio in Freiburg. Dort begann er mit seinem Studium der Germanistik und Philosophie und wechselte 2006 nach Berlin. Dort lebt er heute im Stadtteil Prenzlauer Berg. Nach seiner Schulzeit tourte er drei Jahre lang mit dem Kabarett-Ensemble „Heinz!“, einer Hommage an Heinz Erhardt. Er moderierte zeitweise bei den SWR-Radiosendern Dasding sowie SWR3 und sammelte Bühnenerfahrung mit Soloauftritten.

### 2004 bis 2013

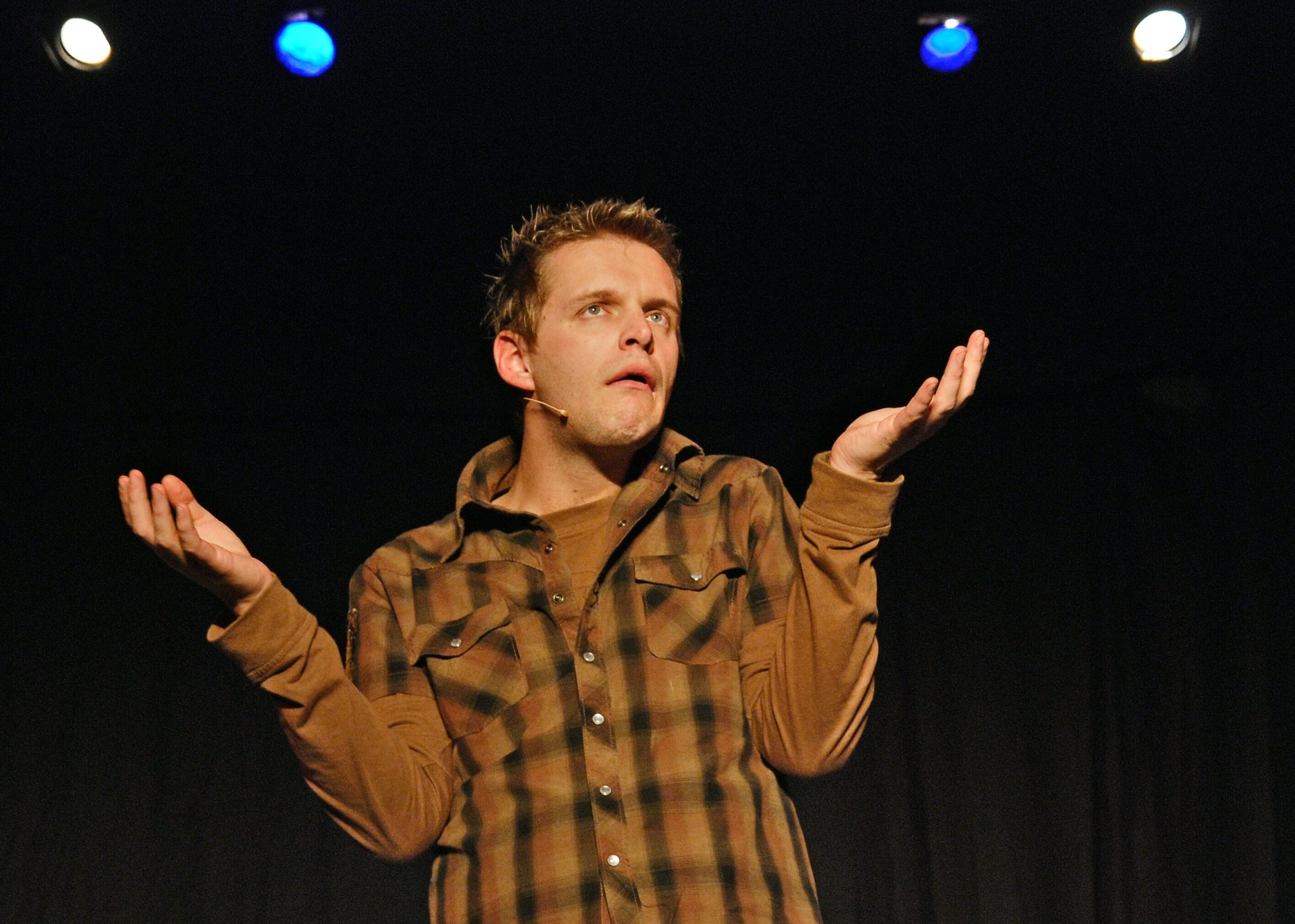
Schroeder 2008: Gestik und Mimik sind charakteristisch für seine Parodien auf Angela Merkel.

Schroeder ist bekannt für sein breites Repertoire an Prominenten-Imitationen, die er am Radio und Fernsehen in einer Mischung aus politischer Satire und Comedy stimmlich, mimisch und gestisch karikiert. Mit seinem ersten eigenen Kabarettprogramm Auf Ochsentour debütierte er im November 2004. Seit 2004 tritt Schroeder zum Jahreswechsel im Duett mit Volkmar Staub zu einem „kabarettistischen Jahresrückblick“ auf. Zudem war er seit Oktober 2007 mit Du willst es doch auch! zum zweiten Mal mit einem Kabarettprogramm bundesweit auf Tour.
2007 lief im SWR Fernsehen der Pilot seiner Late-Night-Kabarettsendung Schroeder!, die 2008 fest ins Programm genommen wurde. 2009 produzierte der SWR sechs Folgen der Kabarettshow im Theaterhaus Stuttgart. Von 2008 bis 2010 präsentierte Florian Schroeder den Live-Kabaretttalk Seitensprung beim Fernsehsender 3sat. Für die Frankfurter Neue Presse schrieb er 2009 regelmäßig eine Kolumne. 2011 veröffentlichte Schroeder sein erstes Buch Offen für Alles – und nicht ganz dicht, wie auch sein drittes Tourprogramm hieß. Von Januar 2012 bis 2014 hatte er jeden Samstag seine eigene Radio-Comedy auf 1 Live. Die Sendung hieß Schroeders Netzwerk und dort parodierte er bekannte Prominente. Radio Eins, WDR2, hr1 und SWR1 strahlen regelmäßig Schroeders Radiokolumnen aus. Im Dezember 2012 präsentierte Schroeder im Ersten Deutschen Fernsehen die Pilotfolge der Nachrichtensatire Das Ernste. Unterstützt wurde er dabei als Moderator im Studio der Tagesthemen vom ehemaligen Tagesschau-Sprecher Jo Brauner. Im Februar 2013 trat er beim 9. Politischen Aschermittwoch der Kabarettisten in Berlin auf, dessen Aufzeichnung am 20. Februar in der Deutschlandfunk-Sendung Querköpfe ausgestrahlt wurde.

### Seit 2014
Seit Mai 2014 moderiert er Spätschicht – Die Comedy Bühne im SWR Fernsehen. Von September 2014 bis Juni 2017 tourte er mit seinem Programm Entscheidet euch! durch Deutschland. Im Juli 2017 ging Schroeder mit Peer Steinbrück auf eine kabarettistische Tournee durch Deutschland. Die Zusammenarbeit entstand, nachdem Schroeder das Steinbrück-Zitat „Hätte, hätte, Fahrradkette“ als Titel für sein neues Buch genutzt hatte und Steinbrück dafür eine Flasche Rotwein von ihm forderte. Schroeder lud ihn in seine Sendung ein und betitelte ihn dort als „Nachwuchs-Kabarettisten Peer Steinbrück – demnächst auf Tour auf Kleinkunstbühnen in ganz Deutschland“ – was Steinbrück spontan zusagte. Im selben Jahr begann sein neues Programm Ausnahmezustand. 2018 fand nach 15 Jahren gemeinsamer Auftritte mit Volkmar Staub die Zugabe, der kabarettistische Jahresrückblick zum letzten Mal in dieser Form statt. Fortan werden die beiden Künstler getrennte Jahresrückblicke kabarettistisch aufarbeiten. Seit 2015 moderiert Florian Schroeder Die große radioeins Satireshow, seit 2016 Die hr1 Satire Lounge. Beide Shows im Late-Night-Format laufen mittlerweile unter dem Namen Die Florian Schroeder Satire Show in Programmen der ARD.

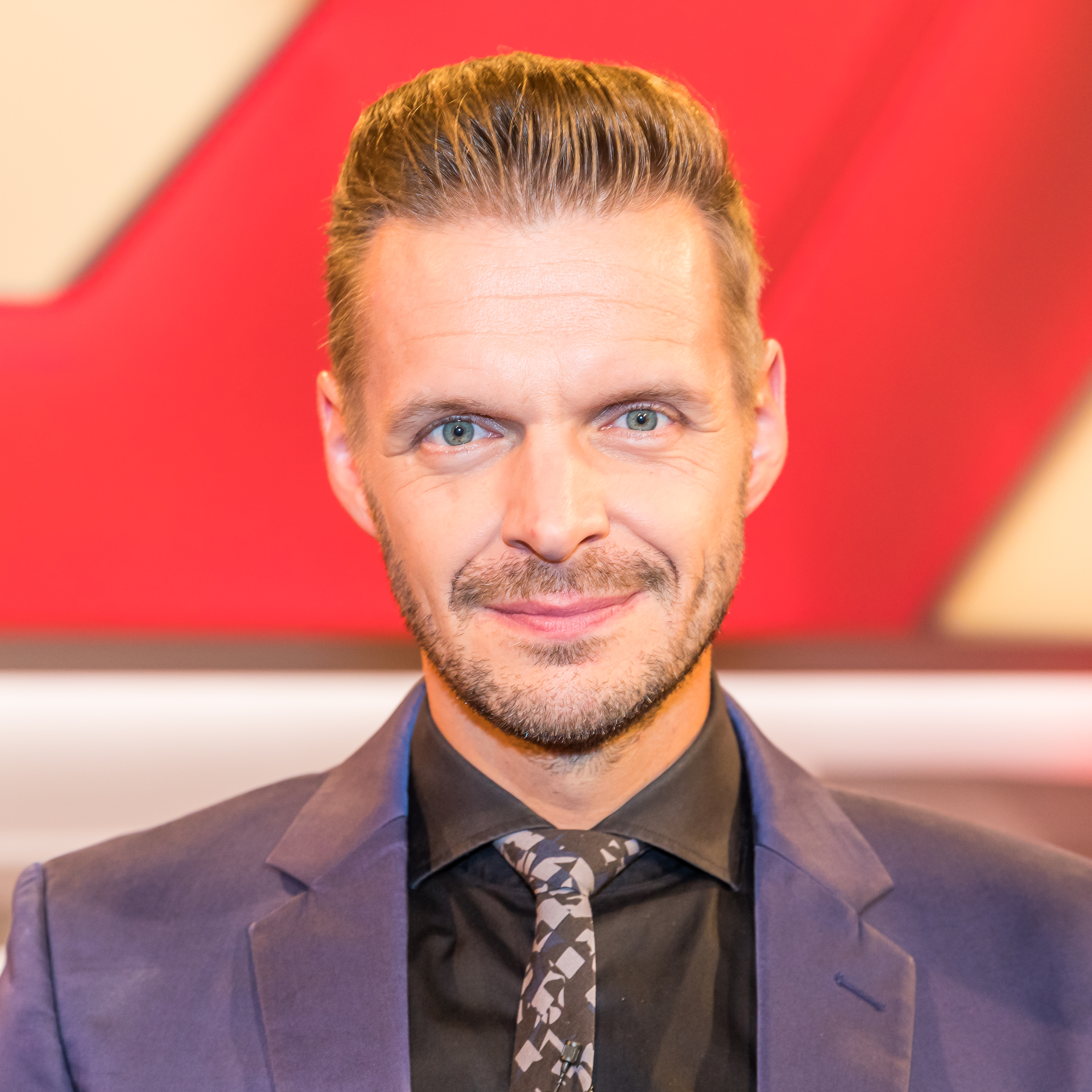
Schroeder 2018 zu Gast bei Maischberger

Seit einigen Jahren ist Schroeder immer wieder Gast bei Talkshows und wird meist zu politisch-gesellschaftlichen Themen befragt. So war er mehrfach Gast bei hart aber fair, Markus Lanz, im Kölner Treff, in der NDR Talk Show und bei Menschen bei Maischberger.
2016 erwirkte das Cartoonistenduo Hauck & Bauer eine einstweilige Verfügung gegen Schroeder, nachdem er 2015 einen Witz über Hochbegabte vorgetragen hatte, der ein wörtliches Zitat eines ihrer Cartoons von 2014 enthielt. Das Gericht gab Schroeder recht, da das Duo nicht zweifelsfrei widerlegen konnte, dass Schroeder bereits 2011 den Witz in sein Programm aufgenommen hatte.
Seit 2019 gestaltete Schroeder seinen kabarettistischen Jahresrückblick Schluss jetzt! alleine. Ab Herbst 2020 plante Schroeder eine Tour mit seinem neuen Solo-Programm Neustart.
Vielbeachtet war Florian Schroeders Auftritt am 8. August 2020 auf einer Anti-Corona-Demonstration in Stuttgart. Schroeder wurde zu dieser Veranstaltung eingeladen, weil die Veranstalter eine satirische Auslassung über Verschwörungstheorien von ihm im NDR als vermeintliche Offenlegung von Fakten missverstanden. Er spielte anfangs mit den Erwartungen des Publikums und nutzte den Auftritt für einen Appell, die Schutzmaßnahmen gegen COVID-19 einzuhalten.
Seit September 2020 präsentiert Schroeder den Podcast „Schroeder & Somuncu“, gemeinsam mit dem Kabarettisten Serdar Somuncu, auf dem Hörfunksender Radio Eins. Die Premierenfolge sorgte durch als sexistisch und rassistisch empfundene Äußerungen von Somuncu für Kritik in Medien und sozialen Netzwerken. Im Anschluss zog der verantwortliche RBB die bereits veröffentlichte Folge wieder zurück und stellte eine redaktionell bearbeitete Folge online, Schroeder und Somuncu baten um Entschuldigung.
Im Dezember 2021 übernahm Laura Karasek in Die Florian Schroeder Satire Show die Rolle der „Redaktionsleiterin für die Satireshow“  von Nils Holst.
Bei seinem Auftritt am 22. Februar 2023 beim 19. Politischen Aschermittwoch der Kabarettisten kritisierte Schroeder die Friedensinitiative von Sahra Wagenknecht und Alice Schwarzer scharf. Die „Friedensschwurbler sind die wahren Kriegstreiber“, urteilte Schroeder. Für seinen Auftritt erhielt er von seinem Publikum viel Applaus, aber auch Buhrufe.
Ab Oktober 2023 bis zur Einstellung präsentierte Schroeder in der ARD zehn Folgen seines wöchentlichen Satire-Formates Schroeder darf alles. Ende Oktober zeigte er in der Folge Enthüllt: ARD und ZDF am Abgrund! Missstände in beiden Sendern bezüglich Verflechtungen zwischen Regierung und öffentlich-rechtlichen Sendern, über die Verwendung von GEZ-Gebühren, über die Qualität und Inhalte der beiden Sender und wie über die AfD berichtet wird.
2024 wurde Schroeder Schirmherr des Lörracher Vereins Chinderlache, der Kinder und Familien in Not unterstützt.

## Auszeichnungen
- 2004: ffn Comedy Award, Kategorie ffn Radiostar
- 2005: Hallertauer Kleinkunstpreis
- 2006: Kleinkunstpreis Baden-Württemberg[35]
- 2006: Sprungbrett der Tageszeitung Handelsblatt[36]
- 2006: Tuttlinger Krähe, 1. Jurypreis
- 2006: Silberner Stuttgarter Besen
- 2006: Münsterländer Kabarettpreis, Publikumspreis „Kiep 2006“ in Haltern
- 2006: St. Ingberter Pfanne, Jury- und Publikumspreis
- 2021: Deutscher Kleinkunstpreis[37]
- 2024: Bayerischer Kabarettpreis, Hauptpreis
- 2025: Radio Regenbogen Award[38]

## Publikationen

### Bücher
- Unter Wahnsinnigen – Warum wir das Böse brauchen, dtv, München 2023, ISBN 978-3-423-28373-1.
- Schluss mit der Meinungsfreiheit! Für mehr Hirn und weniger Hysterie. dtv, München 2021, ISBN 978-3-423-28279-6.
- Frauen. Fast eine Liebeserklärung, Rowohlt Taschenbuch Verlag, Reinbek 2017, ISBN 978-3-499-63285-3.
- Hätte, hätte, Fahrradkette: die Kunst der optimalen Entscheidung, Rowohlt Taschenbuch Verlag, Reinbek 2014, ISBN 978-3-499-62920-4.
- Offen für alles und nicht ganz dicht, Rowohlt-Taschenbuch-Verlag 2011, ISBN 978-3-499-62736-1.

### CD
- Ausnahmezustand, Herbert Management 2018.
- Frauen. Fast eine Liebeserklärung, Rowohlt-Verlag, Der Hörverlag 2017.
- Entscheidet euch!, 2016, ISBN 978-3-8445-2212-9.
- Offen für alles und nicht ganz dicht, 2012, ISBN 978-3-86717-868-6.
- Wählen für Anfänger und Fortgeschrittene, Herbert Management 2009, ISBN 978-3-8218-6326-9.
- Du willst es doch auch!, WortArt Köln 2008, ISBN 978-3-86604-846-1.
- Auf Ochsentour, WortArt 2006, ISBN 978-3-86604-481-4.